# Air Raman
Air Raman is een bestuurslaag in het regentschap Kepahiang van de provincie Bengkulu, Indonesië. Air Raman telt 724 inwoners (volkstelling 2010).